# Wilson Morelo
Wilson David Morelo López (Montería, Córdoba; 21 de mayo de 1987) es un futbolista Colombianos que juega de delantero en el Águilas Doradas de la Categoría Primera A de Colombia.

## Trayectoria

### Primeros años
Wilson Morelo nació en Montería, en el seno de una familia humilde de un barrio llamado Cantaclaro, conocido en el municipio por ser casi una invasión, semillero del tráfico de drogas, delincuencia y pandillerismo juvenil. Pasó por diferentes escuelas deportivas infantiles en la ciudad de Montería y fue trasladado al Bajo Cauca, antioqueño.

### Bajo Cauca Fútbol Club
Wilson Morelo Inició su carrera deportiva a nivel profesional con tan solo 16 años de edad durante la temporada 2003 en el equipo Bajo Cauca Fútbol Club (que actualmente se denomina Águilas Doradas), equipo que para aquel momento tenía su localía en el municipio de Caucasia, Antioquia, y militaba en la Categoría Primera B.

### Envigado F. C.
Después de tres años en Águilas Doradas, el club Envigado Fútbol Club de Envigado, cerca de Medellín, adquirió sus derechos deportivos. Este fue su lanzamiento hacia el fútbol de alto rendimiento.

### Millonarios
En 2007 llegó a Millonarios, club que buscaba retomar las glorias pasadas reforzandose con varios jugadores promesas como él. Allí no consiguió ser titular, jugó pocos minutos y no logró convertir goles. Sus primeros minutos los disputó en la Copa Sudamericana 2007 enfrentando al Atlético Nacional  en el ocaso del partido de ida de la segunda ronda.

### América de Cali
Después de la mala campaña con Millonarios y con 22 años fue contratado por el club América de Cali. El equipo logró salir campeón y coronarse por 13.ª vez en su historia, Morelo mostró un buen nivel y jugó varios minutos.  Después del título, América no tuvo un buen primer semestre, y terminó en la casilla 13; además, los resultados económicos fueron malos. Pero esto no impidió que Wilson se hiciera con un puesto, y lograra marcar 5 goles en total. Finalmente, la crisis de América se agravó, el resultado fue el descenso de categoría en el año de 2011 y, aunque Morelo tuvo un buen año con 3 goles y 3 pases gol, el club no tenía el dinero para pagarle y por lo tanto se le había acabado su estadía en Cali.

### Atlético Huila
Neiva fue el nombre de su nuevo hogar, cuando lo contrató el Atlético Huila. Este club venía con buenos resultados, entre ellos un subcampeonato; la expectativa era alta, pero finalmente ese equipo tuvo pésimos resultados, entre ellos un 7-4 en contra con el Deportes Tolima en la 9.ª fecha del Apertura 2011. En el segundo semestre con nuevo técnico, se repitió la historia: el Atlético Huila ni siquiera pasó a los cuadrangulares finales. A pesar de los pésimos resultados del equipo, Morelo tuvo una muy buena temporada y jugó 31 partidos.

### Deportes Tolima
Los buenos resultados le valieron para en el año 2012 llegar al Tolima, equipo que estaba figurando en el fútbol Colombiano desde hace ya unos años, Morelo no consiguió ser titular, jugó algunos minutos entrando desde el banquillo. Además de varias lesiones que presentó en la temporada.

### La Equidad
En el segundo semestre del 2012 pasó a La Equidad. Con este club consiguió varios triunfos, fue figura, su club llegó a cuadrangulares, anotó 5 goles y esto le valió para volverse uno de los referentes del equipo. En su segundo semestre las cosas marcharon muy bien para Wilson.

### Monterrey
A sus 26 años salió del país. Arribó al Club Monterrey de México. Morelo llegó con el objetivo de ser figura, no lo logró, jugó pocos minutos y aun así anotó en 3 ocasiones, pero esto no le valió para seguir en México.

### Independiente Santa Fe
Wilson Morelo volvió al país para jugar el Torneo Finalización 2014 con Independiente Santa Fe, torneo en el que el equipo capitalino se coronó campeón. Wilson Morelo anotó 10 tantos y fue el goleador del equipo, sin embargo cuarto de la liga.
En el año 2015 Wilson Morelo disputó la Copa Libertadores con Independiente Santa Fe, donde marcó 4 goles, incluidos tres el 26 de febrero contra Colo-colo, partido que terminó 3-1 a favor. Su equipo llegó a cuartos de final de Copa Libertadores. El 20 de agosto del mismo año, repitió la hazaña en la victoria 3 a 0 de Independiente Santa Fe, por la primera fase de Copa Sudamericana contra LDU Loja, además de eso, Morelo lograría coronarse ese año campeón de la Copa Sudamericana con Independiente Santa Fe saliendo goleador del certamen.

### Dorados de Sinaloa
El 16 de diciembre de 2015 sería confirmado como refuerzo de Dorados de Sinaloa de la primera división de México. Su debut sería el 10 de enero como titular en la derrota por la mínima frente a Chiapas. El 19 de marzo anotaría sus primeros dos goles con Dorados de Sinaloa en la victoria 3 a 1 sobre Santos Laguna.
Desafortunadamente el 16 de abril de 2016 su equipo desciende de categoría a falta de 3 jornadas.

### Pachuca
El 8 de junio de 2016 sería confirmada su traspaso al recién campeón CF Pachuca. Su primer gol lo haría el 23 de julio en la victoria 2 a 0 como visitantes sobre Jaguares de Chiapas.

### Everton de Viña del Mar
El 3 de enero de 2017, Morelo fichó por el Everton de Viña del Mar de la primera división de Chile, equipo con el cual disputaría el Torneo de Clausura Chileno y la Copa Sudamericana 2017. Debutó el 4 de febrero como titular en la victoria 2 a 0 en su visita al Antofagasta. Su primer gol lo marca el 12 de febrero en la victoria 2 a 1 sobre la Universidad Católica saliendo como la figura del partido tras dar la asistencia del otro gol.

### Independiente Santa Fe
El 29 de junio de 2017 fue anunciado que el atacante volvería a Independiente Santa Fe después de 1 año y medio de ausencia, llegando desde Chile. En su debut el 19 de julio marca gol para la victoria 2 a 0 frente a Envigado FC, tres días después el 22 de julio marca los dos goles de la histórica victoria 0-2 después de nueve años frente al Atlético Huila en Neiva. No pudo jugar la Copa Sudamericana 2017 ya que jugó la copa sudamericana con su anterior equipo. Fueron eliminados en octavos de final por Club Libertad.
El 1 de febrero marca doblete dándole la victoria 3 a 2 como visitantes en casa del Deportivo Táchira por el partido de ida de la segunda fase de la Copa Libertadores 2018, vuelve y marca doblete por la Copa Libertadores el 13 de febrero dándole la victoria a su equipo 2 por 1 en condición de visitantes sobre Santiago Wanderers, en el partido de vuelta se despacha con otro doblete llegando a seis goles en cuatro partidos y sellando la clasificación a la fase se grupos. Ya estando en fase de grupos, marcó en el empate contra Emelec de Ecuador.

### C. A. Colón
El 25 de enero de 2019 es fichado por Colón de Santa Fe de la primera división Argentina.
Debuta el 2 de febrero en la caída por la mínima en su visita a Lanús. 
Su primer gol lo hace el 9 de marzo en el empate 1-1 contra Racing Club, vuelve a marcar el 25 de abril en la goleada 3-0 sobre Acassuso por Copa Argentina. 
El 25 de mayo convierte un nuevo gol, esta vez por la Copa Sudamericana en la victoria por 3-1 sobre River Plate de Uruguay. 
El 15 de agosto marca en la clasificación a semifinales en la goleada 4-0 sobre Zulia. 
El 19 de agosto marca su primer doblete con el club en la victoria ante Gimnasia y Esgrima La Plata. 
El 14 de septiembre marca en el 2-1 sobre San Lorenzo. Cinco días más tarde, el 19 de septiembre marca en la victoria 2-1 sobre Atlético Mineiro por la semifinales de ida de la Copa Sudamericana.

### Independiente Santa Fe
El 20 de diciembre de 2021, fue anunciado el regreso del atacante cordobés a Independiente Santa Fe después de casi 4 años de cara a la Liga Betplay Dimayor 2022, esta vez llegando desde Argentina, donde logró obtener un título.

### Águilas Doradas
El 7 de julio de 2023 Águilas Doradas confirmó en sus redes sociales la llegada del delantero Monteriano quien llega después de su paso por Independiente Santa Fe y salir como ídolo de la institución.
Durante el segundo semestre del 2023, Wilson jugó 28 partidos entre Categoría Primera A y Copa Colombia donde marcó 4 goles y dio 1 asistencia. A pesar de esto, su equipo quedó fuera de ambas competiciones.

### Jaguares de Córdoba
El 12 de enero de 2024 fue confirmado como nuevo jugador de Jaguares de Córdoba, equipo de la tierra en la que nació. Debutó oficialmente el 20 de enero de 2024 en el partido válido por la primera jornada del primer semestre de la Liga Betplay Dimayor 2024 donde enfrentaría a Patriotas Boyacá y el resultado sería 0-1 a favor.
En dicho semestre, el equipo 'Celeste' quedó en la posición 14 de la tabla de posiciones y no clasificó a la siguiente ronda del campeonato; Wilson marcó 8 goles en 18 partidos.

## Estadísticas
Actualizado el 4 de mayo de 2025.
| Club                           | Div                 | Temporada           | Liga  | Liga  | Liga   | Copa Nacional | Copa Nacional | Copa Nacional | Copa Internacional | Copa Internacional | Copa Internacional | Total | Total | Total  | Prom. · |
| Club                           | Div                 | Temporada           | Part. | Goles | Asist. | Part.         | Goles         | Asist.        | Part.              | Goles              | Asist.             | Part. | Goles | Asist. | Prom. · |
| ------------------------------ | ------------------- | ------------------- | ----- | ----- | ------ | ------------- | ------------- | ------------- | ------------------ | ------------------ | ------------------ | ----- | ----- | ------ | ------- |
| Bajo Cauca FC · Colombia       | 2.ª                 | 2004-06             | 10    | 4     | 0      | -             | -             | -             | -                  | -                  | -                  | 10    | 4     | 0      | 0,40    |
| Bajo Cauca FC · Colombia       | Total               | Total               | 10    | 4     | 0      | 0             | 0             | 0             | 0                  | 0                  | 0                  | 10    | 4     | 0      | 0,40    |
| Envigado FC · Colombia         | 1.ª                 | F-2006              | 4     | 1     | 0      | -             | -             | -             | -                  | -                  | -                  | 4     | 1     | 0      | 0,25    |
| Envigado FC · Colombia         | 2.ª                 | A-2007              | 6     | 0     | 0      | -             | -             | -             | -                  | -                  | -                  | 6     | 0     | 0      | 0,00    |
| Envigado FC · Colombia         | Total               | Total               | 10    | 1     | 0      | 0             | 0             | 0             | 0                  | 0                  | 0                  | 10    | 1     | 0      | 0,10    |
| Millonarios · Colombia         | 1.ª                 | F-2007              | -     | -     | -      | -             | -             | -             | 1                  | 0                  | 0                  | 1     | 0     | 0      | 0,0     |
| Millonarios · Colombia         | 1.ª                 | A-2008              | 4     | 0     | 0      | -             | -             | -             | -                  | -                  | -                  | 4     | 0     | 0      | 0,0     |
| Millonarios · Colombia         | Total               | Total               | 4     | 0     | 0      | 0             | 0             | 0             | 1                  | 0                  | 0                  | 5     | 0     | 0      | 0,0     |
| América de Cali · Colombia     | 1.ª                 | F-2008              | 10    | 2     | 0      | -             | -             | -             | -                  | -                  | -                  | 10    | 2     | 0      | 0,20    |
| América de Cali · Colombia     | 1.ª                 | 2009                | 21    | 5     | 0      | 1             | 1             | 0             | 2                  | 0                  | 0                  | 24    | 6     | 0      | 0,21    |
| América de Cali · Colombia     | 1.ª                 | 2010                | 21    | 3     | 4      | -             | -             | -             | -                  | -                  | -                  | 21    | 3     | 4      | 0,14    |
| América de Cali · Colombia     | Total               | Total               | 52    | 10    | 4      | 1             | 1             | 0             | 2                  | 0                  | 0                  | 55    | 11    | 4      | 0,20    |
| Atlético Huila · Colombia      | 1.ª                 | 2011                | 32    | 7     | 4      | 9             | 1             | 0             | -                  | -                  | -                  | 41    | 8     | 4      | 0,19    |
| Atlético Huila · Colombia      | Total               | Total               | 32    | 7     | 4      | 9             | 1             | 0             | 0                  | 0                  | 0                  | 41    | 8     | 4      | 0,19    |
| Deportes Tolima · Colombia     | 1.ª                 | A-2012              | 12    | 0     | 0      | 8             | 0             | 0             | -                  | -                  | -                  | 20    | 0     | 0      | 0,0     |
| Deportes Tolima · Colombia     | Total               | Total               | 12    | 0     | 0      | 8             | 0             | 0             | 0                  | 0                  | 0                  | 20    | 0     | 0      | 0,0     |
| La Equidad · Colombia          | 1.ª                 | F-2012              | 15    | 5     | 0      | -             | -             | -             | -                  | -                  | -                  | 15    | 5     | 0      | 0,33    |
| La Equidad · Colombia          | 1.ª                 | 2013                | 31    | 13    | 5      | 5             | 1             | 0             | 6                  | 0                  | 0                  | 26    | 14    | 5      | 0,53    |
| La Equidad · Colombia          | Total               | Total               | 46    | 18    | 5      | 5             | 1             | 0             | 6                  | 0                  | 0                  | 41    | 19    | 5      | 0,46    |
| Monterrey · México             | 1.ª                 | A-2014              | 13    | 2     | 1      | 6             | 3             | 0             | -                  | -                  | -                  | 19    | 5     | 1      | 0,26    |
| Monterrey · México             | Total               | Total               | 13    | 2     | 1      | 6             | 3             | 0             | 0                  | 0                  | 0                  | 19    | 5     | 1      | 0,26    |
| Santa Fe · Colombia            | 1.ª                 | F-2014              | 25    | 10    | 1      | 10            | 4             | 0             | -                  | -                  | -                  | 35    | 14    | 1      | 0,40    |
| Santa Fe · Colombia            | 1.ª                 | 2015                | 24    | 12    | 4      | 10            | 3             | 0             | 22                 | 9                  | 1                  | 56    | 24    | 5      | 0,42    |
| Dorados de Sinaloa · México    | 1.ª                 | C-2016              | 16    | 4     | 0      | 3             | 0             | 1             | -                  | -                  | -                  | 19    | 4     | 1      | 0,21    |
| Dorados de Sinaloa · México    | Total               | Total               | 16    | 4     | 0      | 3             | 0             | 1             | 0                  | 0                  | 0                  | 19    | 4     | 1      | 0,21    |
| Pachuca · México               | 1.ª                 | A-2016              | 10    | 3     | 0      | 1             | 0             | 0             | 2                  | 0                  | 0                  | 13    | 3     | 0      | 0,23    |
| Pachuca · México               | Total               | Total               | 10    | 3     | 0      | 1             | 0             | 0             | 2                  | 0                  | 0                  | 13    | 3     | 0      | 0,23    |
| Everton · Chile                | 1.ª                 | C-2017              | 9     | 3     | 2      | -             | -             | -             | 1                  | 0                  | 0                  | 10    | 3     | 2      | 0,30    |
| Everton · Chile                | Total               | Total               | 9     | 3     | 2      | 0             | 0             | 0             | 1                  | 0                  | 0                  | 10    | 3     | 2      | 0,30    |
| Santa Fe · Colombia            | 1.ª                 | F-2017              | 15    | 8     | 1      | 1             | 1             | 0             | -                  | -                  | -                  | 16    | 9     | 1      | 0,56    |
| Santa Fe · Colombia            | 1.ª                 | 2018                | 29    | 13    | 3      | 3             | 1             | 0             | 17                 | 11                 | 0                  | 49    | 25    | 3      | 0,51    |
| Colón Argentina                | 1.ª                 | 2019                | 6     | 1     | 0      | 2             | 1             | 0             | 1                  | 1                  | 0                  | 9     | 3     | 0      | 0,33    |
| Colón Argentina                | 1.ª                 | 2019-20             | 20    | 6     | 1      | 3             | 1             | 1             | 5                  | 2                  | 2                  | 28    | 9     | 4      | 0,32    |
| Colón Argentina                | 1.ª                 | 2020                | -     | -     | -      | 8             | 2             | 0             | -                  | -                  | -                  | 8     | 2     | 0      | 0,25    |
| Colón Argentina                | 1.ª                 | 2021                | 13    | 1     | 0      | 4             | 1             | 0             | -                  | -                  | -                  | 17    | 2     | 0      | 0,12    |
| Colón Argentina                | Total               | Total               | 39    | 8     | 1      | 17            | 5             | 1             | 6                  | 3                  | 2                  | 62    | 16    | 4      | 0,26    |
| Santa Fe · Colombia            | 1.ª                 | 2022                | 44    | 19    | 1      | 2             | 0             | 0             | -                  | -                  | -                  | 46    | 19    | 1      | 0,46    |
| Santa Fe · Colombia            | 1.ª                 | A-2023              | 18    | 3     | 0      | -             | -             | -             | 4                  | 0                  | 0                  | 22    | 3     | 0      |         |
| Santa Fe · Colombia            | Total club          | Total club          | 155   | 65    | 10     | 26            | 9             | 0             | 43                 | 20                 | 1                  | 224   | 94    | 11     | 0,45    |
| Águilas Doradas · Colombia     | 1.ª                 | F-2023              | 25    | 4     | 1      | 3             | 0             | 0             | -                  | -                  | -                  | 28    | 4     | 1      | 0,14    |
| Jaguares de Córdoba · Colombia | 1.ª                 | 2024                | 27    | 8     | 1      | 1             | 0             | 0             | -                  | -                  | -                  | 28    | 8     | 1      | 0,28    |
| Jaguares de Córdoba · Colombia | Total               | Total               | 27    | 8     | 1      | 1             | 0             | 0             | -                  | -                  | -                  | 28    | 8     | 1      | 0,28    |
| Águilas Doradas · Colombia     | 1.ª                 | A-2025              | 12    | 3     | 0      | -             | -             | -             | -                  | -                  | -                  | 12    | 3     | 0      | 0,25    |
| Águilas Doradas · Colombia     | Total               | Total               | 37    | 7     | 1      | 3             | 0             | 0             | -                  | -                  | -                  | 40    | 7     | 1      | 0,14    |
| Total en su carrera            | Total en su carrera | Total en su carrera | 472   | 140   | 29     | 80            | 20            | 2             | 61                 | 23                 | 3                  | 613   | 183   | 34     | 0,30    |

### Tripletes o más
| Partidos en los que anotó tres o más goles: | Partidos en los que anotó tres o más goles: | Partidos en los que anotó tres o más goles: | Partidos en los que anotó tres o más goles: | Partidos en los que anotó tres o más goles: | Partidos en los que anotó tres o más goles: | Partidos en los que anotó tres o más goles: |
| N.º                                         | Fecha                                       | Estadio                                     | Partido                                     | Goles                                       | Resultado                                   | Competición                                 |
| ------------------------------------------- | ------------------------------------------- | ------------------------------------------- | ------------------------------------------- | ------------------------------------------- | ------------------------------------------- | ------------------------------------------- |
| 1                                           | 26 de febrero de 2015                       | Estadio El Campin, Bogotá                   | Santa Fe - Colo-Colo                        |                                             | 3 - 1                                       | Copa Libertadores 2015                      |
| 2                                           | 20 de agosto de 2015                        | Estadio El Campin, Bogotá                   | Santa Fe - Liga de Loja                     |                                             | 3 - 0                                       | Copa Sudamericana 2015                      |
| 3                                           | 25 de febrero de 2018                       | Estadio El Campin, Bogotá                   | Santa Fe - Jaguares de Córdoba              |                                             | 4 - 0                                       | Torneo Apertura 2018                        |
| 4                                           | 11 de noviembre de 2018                     | Estadio El Campin, Bogotá                   | Millonarios - Santa Fe                      |                                             | 0 - 3                                       | Torneo Finalización 2018                    |
| 5                                           | 21 de marzo de 2022                         | Estadio Nemesio Camacho El Campín           | Santa Fe-Atlético Bucaramanga               |                                             | 3-1                                         | Torneo Apertura 2022                        |

## Palmarés

### Títulos nacionales
| Título                | Club                   | País      | Año     |
| --------------------- | ---------------------- | --------- | ------- |
| Primera A             | América de Cali        | Colombia  | 2008-II |
| Primera A             | Independiente Santa Fe | Colombia  | 2014-II |
| Superliga de Colombia | Independiente Santa Fe | Colombia  | 2015    |
| Copa de la Liga       | Colón                  | Argentina | 2021    |

### Títulos internacionales
| Título            | Club                   | País     | Año  |
| ----------------- | ---------------------- | -------- | ---- |
| Copa Sudamericana | Independiente Santa Fe | Colombia | 2015 |

### Distinciones individuales
| Distinción                                     | Año  |
| ---------------------------------------------- | ---- |
| Goleador de la Copa Sudamericana (5 goles)     | 2015 |
| Parte del Equipo Ideal de la Copa Sudamericana | 2015 |
| Goleador de la Copa Libertadores (9 goles)     | 2018 |